# Stanisław Gumowski (oficer)
Stanisław Jan Gumowski (ur. 1898 w Sierpcu, zm. 1960 w Kielcach) – polski żołnierz, uczestnik I wojny światowej, wojny polsko-radzieckiej i II wojny światowej, kawaler Orderu Virtuti Militarii.

## Życiorys
Służbę wojskową rozpoczął w 1915, wstępując do Legionów Polskich tworzonych przy armii austro-węgierskiej. Był internowany. Po utworzeniu Wojska Polskiego wstąpił w jego szeregi i walczył m.in. w 1920 przeciw Armii Czerwonej. Po zakończeniu wojny służył w KOP i w 73 Pułk Piechoty. W 1938 powierzono mu dowództwo 7 Pułk Piechoty stacjonującego w Chełmie. W 1939, czasie niemieckiej agrecji na Polskę walczył m.im. pod Zamościem. W czasie próby odbicia miasta z rąk niemieckich 20 września został ciężko ranny.
Wcześniej w Rejowcu kierował z dobrym skutkiem tzw. policyjną zaporą, mającą za zadanie dbać o ład i porządek oraz odsyłać zagubionych żołnierzy do formowanych jednostek wojskowych.
Po zakończeniu leczenia w szpitalu w Zamościu jako jeniec został wysłany do Murnau niemieckiego obozu dla oficerów w Bawarii. Jeńcem był aż do 1945, tj. do uwolnienia przez wojska alianckie. Zasilił szeregi 2 Korpusu Polskiego wraz z którym po zakończeniu wojny został przetransportowany do Anglii. Następnie mieszkał kilka lat w Kanadzie, jednak w 1957 zadecydował o powrocie do Polski. Zmarł w 1960 w Kielcach.

## Awanse
- podporucznik (14.03.1919)
- porucznik (1.06.1919)
- kapitan (1926)
- major (1931)
- podpułkownik (1938)[4].

## Ordery i odznaczenia
- Order Virtuti Militari[5].
- Krzyż Walecznych (dwukrotnie)
- Krzyż Niepodległości
- Srebrny Krzyż Zasługi
- Order Polonia Restituta[6].